# ريتشارد ارتشر
ريتشارد ارتشر (بالإنجليزية: Richard Archer) هو عازف قيثارة ومغن مؤلف بريطاني، ولد في 18 يناير 1977 في ستينز في المملكة المتحدة.

## وصلات خارجية
- ريتشارد ارتشر على موقع ميوزك برينز (الإنجليزية)
- ريتشارد ارتشر على موقع أول ميوزيك (الإنجليزية)
- ريتشارد ارتشر على موقع ديسكوغز (الإنجليزية)